# Dermacentor andersoni
Dermacentor andersoni är en fästingart som beskrevs av Stiles 1908. Dermacentor andersoni ingår i släktet Dermacentor och familjen hårda fästingar. Inga underarter finns listade i Catalogue of Life.